# The Association

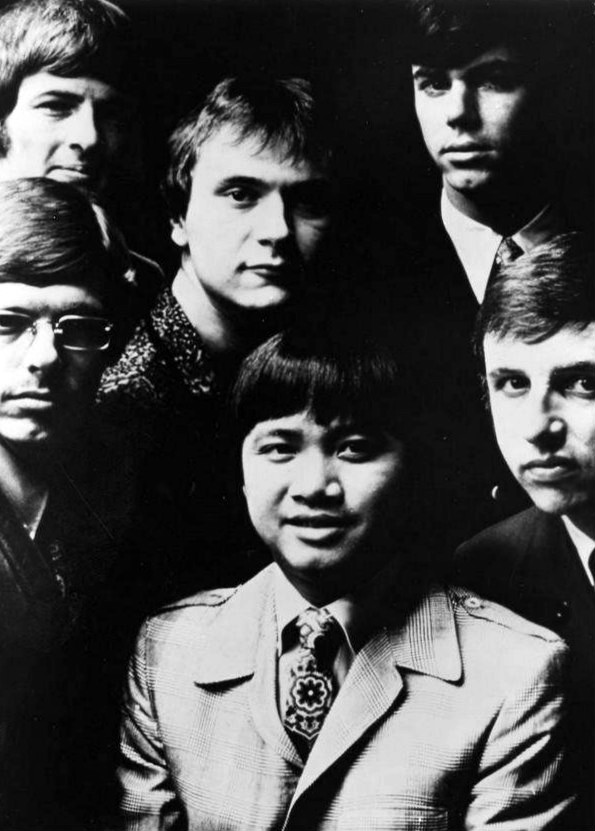
The Association, 1968

The Association war eine amerikanische Popgruppe. Mit den Singles Cherish (1966) und Windy (1967) gelang der Band, die hauptsächlich in der zweiten Hälfte der 1960er Jahre erfolgreich war, zweimal der Sprung an die Spitze der US-Charts.

## Geschichte
Die 1965 in Los Angeles gegründete Formation erhielt 1966 einen Plattenvertrag bei Valiant Records. Die ersten Singles, Babe, I’m Gonna Leave You im Juni 1965 und One Too Many Mornings / Forty Times im Dezember des Jahres, konnten sich noch nicht in der Hitparade platzieren. Das im Frühjahr 1966 erschienene Along Comes Mary platzierte sich in den Billboard Hot 100 und erreichte Platz 7. Das Lied wurde von einigen Radiostationen nicht gespielt, da „Mary“ auch als Verkürzung von „Mary Jane“ interpretiert werden konnte, eins der zahlreichen Szene-Synonyme für Marihuana. In einer stark verfremdeten Coverversion der Bloodhound Gang kam der Song 1999 erneut in die Charts.
1966 und 1967 folgten weitere Millionenseller: Cherish und Windy/Never My Love. 1967 wechselte die Gruppe zu Warner Records. Nach einem letzten Top-10-Hit Anfang 1968 mit Everything That Touches You ließ der Erfolg der Gruppe nach, und es kam zu einigen Umbesetzungen. Anfang der 1970er Jahre war die Band kurzfristig bei Columbia Records unter Vertrag, 1973 erreichte sie mit dem Titel Names, Tags, Numbers & Labels die Top 100 in den US-Singlecharts. 1980 kamen die Originalmitglieder bis auf den verstorbenen Brian Cole nochmal für eine kurze Reunion zusammen. Die dabei entstandene, von Elektra Records veröffentlichte Produktion blieb bedeutungslos; die Single Dreamer konnte sich auf Platz 66 der US-Charts platzieren.
Die Titel Cherish, Windy und Never My Love wurden mit Goldenen Schallplatten ausgezeichnet, ebenso die Alben And Then … Along Comes the Association und Insight Out. Das Album Greatest Hits verkaufte sich über die Jahre so gut, dass die Band dafür 1969 eine Goldene Schallplatte bekam, 1986 Platin und 1989 Doppelplatin. Im September 1999 wurde eine Liste mit den am häufigsten im amerikanischen Radio und Fernsehen gespielten Liedern der letzten fünfzig Jahre veröffentlicht. Der Song Never My Love belegte dabei den zweiten Platz nach You’ve Lost That Lovin’ Feelin’ von The Righteous Brothers und noch vor Yesterday von The Beatles.
2003 wurde die Gruppe in die Vocal Group Hall of Fame aufgenommen. 2018 ging die Gruppe wieder auf Tour in den USA. Die aktuelle Besetzung besteht aus Jim Yester, Jules Alexander (Originalmitglieder, beide Gitarre), Bruce Pictor (Schlagzeug), Del Ramos (Larrys Bruder) (Bass), Jordan Cole (Brians Sohn) (Keyboards, Gitarre) und Paul Holland (Gitarre).

## Mitglieder (Originalbesetzung)
| Name                   | Geburtstag         | Geburtsort                | Sterbedatum        | Sterbeort                |
| ---------------------- | ------------------ | ------------------------- | ------------------ | ------------------------ |
| Gary „Jules“ Alexander | 25. September 1943 | Chattanooga, Tennessee    |                    |                          |
| Ted Bluechel           | 2. Dezember 1943   | San Pedro, Kalifornien    |                    |                          |
| Brian Cole             | 8. September 1942  | Tacoma, Washington        | 2. August 1972     | Los Angeles, Kalifornien |
| Russ Giguere           | 18. Oktober 1943   | Portsmouth, New Hampshire |                    |                          |
| Terry Kirkman          | 12. Dezember 1939  | Salina, Kansas            | 23. September 2023 | Montclair, Kalifornien   |
| Larry Ramos            | 19. April 1942     | Waimea, Hawaii            | 30. April 2014     | Grangeville, Idaho       |
| Jim Yester             | 24. November 1939  | Birmingham, Alabama       |                    |                          |

## Diskografie

### Studioalben
| Jahr | Titel                                  | Höchstplatzierung, Gesamtwochen, AuszeichnungChartsChartplatzierungen (Jahr, Titel, Platzierungen, Wochen, Auszeichnungen, Anmerkungen) | Anmerkungen                                                                                                |
| Jahr | Titel                                  | US | Anmerkungen                                                                                                |
| ---- | -------------------------------------- | --- | --- |
| 1966 | And Then … Along Comes the Association | US5 Gold · (59 Wo.)US | Erstveröffentlichung: Juli 1966 Produzent: Curt Boettcher                                                  |
| 1967 | Renaissance                            | US34 (15 Wo.)US | Erstveröffentlichung: November 1966 Produzent: Jerry Yester                                                |
| 1967 | Insight Out                            | US8 Gold · (68 Wo.)US | Erstveröffentlichung: Juni 1967 Produzent: Bones Howe                                                      |
| 1968 | Birthday                               | US23 (26 Wo.)US | Erstveröffentlichung: März 1968 Produzent: Bones Howe                                                      |
| 1969 | The Association                        | US32 (17 Wo.)US | Erstveröffentlichung: August 1969 Produzenten: The Association, John Boylan                                |
| 1971 | Stop Your Motor                        | US158 (4 Wo.)US | Erstveröffentlichung: Juli 1971 Produzenten: The Association, John Tartaglia, Randy Steirling, Ray Pohlman |
| 1972 | Waterbeds in Trinidad!                 | US194 (5 Wo.)US | Erstveröffentlichung: April 1972 Produzent: Lewis Merenstein                                               |

### Livealben
| Jahr | Titel                  | Höchstplatzierung, Gesamtwochen, AuszeichnungChartsChartplatzierungen (Jahr, Titel, Platzierungen, Wochen, Auszeichnungen, Anmerkungen) | Anmerkungen                                                           |
| Jahr | Titel                  | US | Anmerkungen                                                           |
| ---- | ---------------------- | --- | --------------------------------------------------------------------- |
| 1970 | The Association “Live” | US79 (12 Wo.)US | Erstveröffentlichung: August 1970 Doppelalbum; Produzent: Ray Pohlman |

### Kompilationen
| Jahr | Titel          | Höchstplatzierung, Gesamtwochen, AuszeichnungChartsChartplatzierungen (Jahr, Titel, Platzierungen, Wochen, Auszeichnungen, Anmerkungen) | Anmerkungen                                                                                       |
| Jahr | Titel          | US | Anmerkungen                                                                                       |
| ---- | -------------- | --- | ------------------------------------------------------------------------------------------------- |
| 1969 | Greatest Hits! | US4 ×2Doppelplatin · (75 Wo.)US | Erstveröffentlichung: 1968 Produzenten: Bones Howe, The Association, Jerry Yester, Curt Boettcher |

Weitere Kompilationen
- 1983: Back to Back (mit The Turtles)
- 1984: Songs That Made Them Famous
- 1987: The Association’s Golden Heebie-Jeebies
- 1999: French 60’s EP & SP Collection
- 2002: Just the Right Sound: The Association Anthology
- 2002: The Essentials
- 2012: The Complete Warner Bros. & Valiant Singles Collection
- 2013: Greatest Hits

### Soundtracks
| Jahr | Titel                       | Höchstplatzierung, Gesamtwochen, AuszeichnungChartsChartplatzierungen (Jahr, Titel, Platzierungen, Wochen, Auszeichnungen, Anmerkungen) | Anmerkungen                                                             |
| Jahr | Titel                       | US | Anmerkungen                                                             |
| ---- | --------------------------- | --- | ----------------------------------------------------------------------- |
| 1969 | Zum Teufel mit der Unschuld | US99 (18 Wo.)US | Erstveröffentlichung: März 1969 mit Charles Fox; Produzent: John Boylan |

### Singles
| Jahr | Titel Album                                               | Höchstplatzierung, Gesamtwochen, AuszeichnungChartplatzierungen (Jahr, Titel, Album, Platzierungen, Wochen, Auszeichnungen, Anmerkungen) | Höchstplatzierung, Gesamtwochen, AuszeichnungChartplatzierungen (Jahr, Titel, Album, Platzierungen, Wochen, Auszeichnungen, Anmerkungen) | Anmerkungen |
| Jahr | Titel Album                                               | UK | US | Anmerkungen |
| ---- | --------------------------------------------------------- | --- | --- | --- |
| 1966 | Along Comes Mary And Then … Along Comes the Association   | — | US7 (11 Wo.)US | Erstveröffentlichung: Mai 1966 Autoren: Curt Boettcher, Tandyn Almer                                                   |
| 1966 | Cherish And Then … Along Comes the Association            | — | US1 Gold · (14 Wo.)US | Erstveröffentlichung: August 1966 Autor: Terry Kirkman                                                                 |
| 1966 | Pandora’s Golden Heebie Jeebies Renaissance               | — | US35 (7 Wo.)US | Erstveröffentlichung: November 1966 Autor: Gary Alexander                                                              |
| 1967 | No Fair at All Renaissance                                | — | US51 (7 Wo.)US | Erstveröffentlichung: März 1967 Autor: Jim Yester                                                                      |
| 1967 | Windy Insight Out                                         | — | US1 Platin · (14 Wo.)US | Erstveröffentlichung: Mai 1967 Autor: Ruthann Friedman                                                                 |
| 1967 | Never My Love Insight Out                                 | — | US2 Platin · (14 Wo.)US | Erstveröffentlichung: Juli 1967 Autoren: Don und Dick Addrisi                                                          |
| 1967 | Requiem for the Masses Insight Out                        | — | US100 (2 Wo.)US | Erstveröffentlichung: August 1967 Autor: Terry Kirkman                                                                 |
| 1968 | Everything That Touches You Birthday                      | — | US10 (9 Wo.)US | Erstveröffentlichung: Januar 1968 Autor: Terry Kirkman                                                                 |
| 1968 | Time for Livin’ Birthday                                  | UK23 (8 Wo.)UK | US39 (8 Wo.)US | Erstveröffentlichung: Mai 1968 Autoren: Dick und Don Addrisi                                                           |
| 1968 | Six Man Band Greatest Hits!                               | — | US47 (6 Wo.)US | Erstveröffentlichung: August 1968 Autor: Terry Kirkman                                                                 |
| 1969 | Goodbye Columbus Zum Teufel mit der Unschuld (Soundtrack) | — | US80 (11 Wo.)US | Erstveröffentlichung: März 1969 Autor: Jim Yester                                                                      |
| 1973 | Names, Tags, Numbers & Labels –                           | — | US91 (5 Wo.)US | Erstveröffentlichung: Februar 1973 Autoren: Albert Hammond, Michael Hazlewood Produzenten: Albert Hammond, Don Altfeld |
| 1981 | Dreamer –                                                 | — | US66 (5 Wo.)US | Erstveröffentlichung: Januar 1981 Autor: Moon Martin                                                                   |

Weitere Singles
- 1965: Babe, I’m Gonna Leave You
- 1965: One Too Many Mornings
- 1967: Looking Glass
- 1969: Under Branches
- 1969: Yes I Will
- 1969: Dubuque Blues
- 1970: Just About the Same
- 1970: Along the Way
- 1971: P. F. Sloan
- 1971: Everything That Touches You
- 1971: Bring Yourself Home
- 1971: Thats Racin’ (feat. Brian Cole)
- 1972: Darling Be Home Soon
- 1972: Come the Fall
- 1981: Small Town Lovers